# 퍼스트 그레이더
《퍼스트 그레이더》(The First Grader)는 2012년 5월에 개봉한 영화이다.

## 수상정보
- 제34회 포틀랜드 국제 영화제 (2011년) - 장편 영화 저스틴 채드윅)
- 제35회 토론토 국제 영화제 (2010년) - 컨템포러리 월드 시네마 (저스틴 채드윅)

## 줄거리
천진 난만한 얼굴로 학교를 향하여 달려가는 어린 아이들 틈 사이에는 지팡이에 의지하여 발을 절며 걷고 있는 덩치 큰 어른이 한 명 섞여 있다. 그는 무상교육을 받을 수 있다는 방송을 듣고 작은 시골 학교를 찾아간 유일한 어른이다. 사실 나이가 꽤 많아서, 실제로 최고령 초등학생으로 기네스북에 올라 있다. 84세에 처음으로 글을 배우기 위하여 학교를 간 ‘마루게’ 할아버지의 실화이다. 처음 그가 학교에 갔을 때는 어린 아이들조차 교실이 좁아 앉을 자리가 없는 마당에 할아버지를 받아주지 않았다. 동네 다른 노인들의 놀림을 받으면서도 ‘마루게’는 마치 초등학생이 된 것처럼 반바지에 스타킹을 신고 학교를 다시 찾아 가고, 학교의 교장인 젊은 여선생 ‘제인’은 그의 집념에 그들 받아들인다. 나이도 많고 과거 영국 식민지 시절 독립 운동을 하다가 겪은 상처들 때문에 잘 듣지도 잘 보지도 못하여 어려움이 많지만, 글을 배워서 꼭 스스로 읽어 보고 싶은 편지가 있다는 마루게 할아버지. 그러나 주변에서 언제 죽을 지 모르는 노인 때문에 어린 아이들에게 돌아갈 교육의 기회를 낭비한다는 것은 옳지 못하다는 반대가 끊이지 않는데…

## 배역
- 나오미 해리스 - 제인 오빈츄 선생님 역
- 올리버 리톤도 - 84세 최고령 초등학생 마루게 역